# Upplands runinskrifter 587
Upplands runinskrifter 587 är ett försvunnet vikingatida runstensfragment som funnits i Bro, Edsbro socken och Norrtälje kommun. Stenens höjd är 0,96 meter och dess bredd 0,37 meter. Ristningen var oläslig och förstörd redan på 1600-talet. Den har attribuerats till runristaren Gunnar.

## Inskriften
Translitterering av runraden:
[-l---r... ...--u-...]
Normalisering till runsvenska:
... ...
Översättning till nusvenska:
...